# Горан Марич
Го́ран Ма́рич (хорв. Goran Marić; нар. 5 вересня 1959, Груде, Боснія і Герцеговина) — хорватський політик, економіст, викладач, депутат Сабору, міністр державного майна Хорватії в уряді Андрея Пленковича.

## Життєпис
Випускник економічного факультету Загребського університету 1983 року. На цьому ж факультеті закінчив аспірантуру в 1997 та здобув ступінь доктора економічних наук в 2000 році. В 1983—1992 роках працював на підприємстві «Auto Hrvatska», а потім до 2007 року на керівних посадах у комерційних компаніях. У 2001 році зайнявся також науковою діяльністю як професор в економічних навчальних закладах Загреба. З 2001 по 2007 рік був професором менеджменту Загребської школи менеджменту в туризмі. У 2006—2009 роках працював професором менеджменту в Загребській вищій школі бізнесу. З 2006 по 2009 рік — заступник декана Загребської вищої школи бізнесу.
Діяч ХДС. 2007 року виборов мандат депутата хорватського парламенту. Не подовжив його на виборах 2011 року, але повернувся у парламент у 2013 році після смерті одного з депутатів. Переобраний на новий депутатський строк на виборах 2015 (за списком Патріотичної коаліції) і 2016 років. У 2008—2012 і 2016 роках був головою Комітету з питань фінансів і бюджету, а в 2016 — головою Комітету з інформування, інформатизації та ЗМІ парламенту Хорватії.
19 жовтня 2016 року новий прем'єр Андрей Пленкович, формуючи свій уряд, призначив його міністром без портфеля. 15 листопада 2016 року в цьому самому уряді Марич призначається керівником новоутвореного міністерства державного майна..
Нагороджений Орденом хорватського трилисника за особливий внесок у хорватську економіку.
Автор книжок «Крах лжепророцтва», «Управління бізнес-процесами», автор і співавтор кількох професійних і наукових праць.
Володіє англійською мовою.